# Jonáš Forejtek
Jonáš Forejtek, né le 10 mars 2001 à Plzeň, est un joueur de tennis professionnel tchèque.

## Biographie
Jonáš Forejtek s'entraîne à l'académie d'Alexander Waske à Offenbach-sur-le-Main depuis l'âge de 13 ans.
Son frère ainé Filip est un skieur alpin ayant participé aux Jeux olympiques de 2018. Jonáš a également pratiqué ce sport à haut niveau en catégorie junior. Son arrière-grand-père Pavel Macenauer a été membre de l'équipe de Tchécoslovaquie de Coupe Davis entre 1924 et 1929.

## Carrière
Le 25 janvier 2019, Jonáš Forejtek et son partenaire Dalibor Svrčina remportent l'Open d'Australie junior en double. Le 14 juillet, il remporte le tournoi de Wimbledon avec Jiří Lehečka. Le 9 septembre, il gagne l'US Open en simple en battant Emilio Nava en finale et devient numéro 1 mondial junior. La semaine suivante, il est sélectionné en équipe de République tchèque de Coupe Davis contre la Bosnie-Herzégovine. Il remporte ses deux simples permettant à son pays de se maintenir en qualification du Groupe Mondial. Il finit la saison à la troisième place du classement mondial junior.
Le 9 novembre 2020, pour son premier match sur l'ATP World Tour, il bat le 41e mondial Marin Čilić au tournoi de Sofia (6-3, 6-2), avant de s'incliner au second tour (6-4, 6-2) face à Richard Gasquet,. 

## Style de jeu
Son jeu est axé sur l'utilisation du coup droit, Forejtek tournant régulièrement autour de son revers pour frapper des coups droits décroisés. 
À l'entraînement, il se fait notamment remarquer par l'utilisation d'une cuillère en bois à la place d'une raquette pour travailler sa régularité. 